# IPad Air
iPad Air je celkově pátá verze tabletu iPad od americké firmy Apple. Byl představen na konferenci Applu 22. října 2013. V České republice se začal prodávat 1. listopadu 2013.

## Design
Jde o první velkou změnu od vydání 2. verze. Přiblížila se k již vydanému iPadu Mini, např. tenčí rámeček na bocích displeje, barevná záda s jiným tvarováním. Celkově je tenčí a lehčí, než předchozí verze iPadu.

## Hardware
Tablet využívá 64bitový procesor Apple A7 (s vyšší frekvencí) a s pohybovým koprocesorem M7, který používá iPhone 5S a Ipad mini 2 Ipad mini 3. Fotit se dá pomocí 5 MP a přední na videohovory 1,2 MP. Opět jsou 2 verze : Wi-Fi a Wi‑Fi + Cellular(data). Jako předchozí 2 generace využívá tzn. Retina displej, o velikosti 9,7 palců a rozlišení 2048 × 1536 pixelů při 264 bodech na palec (ppi). Technologie displeje je IPS s podsvícením LED. Pro komunikaci je zde Wi-Fi (802.11a/b/g/n), Bluetooth 4.0, konektor Lightning a u verze Cellular datové techlologie. Jako snímač používá tří-osý gyroskop, akcelerometr a snímač okolního osvětlení.

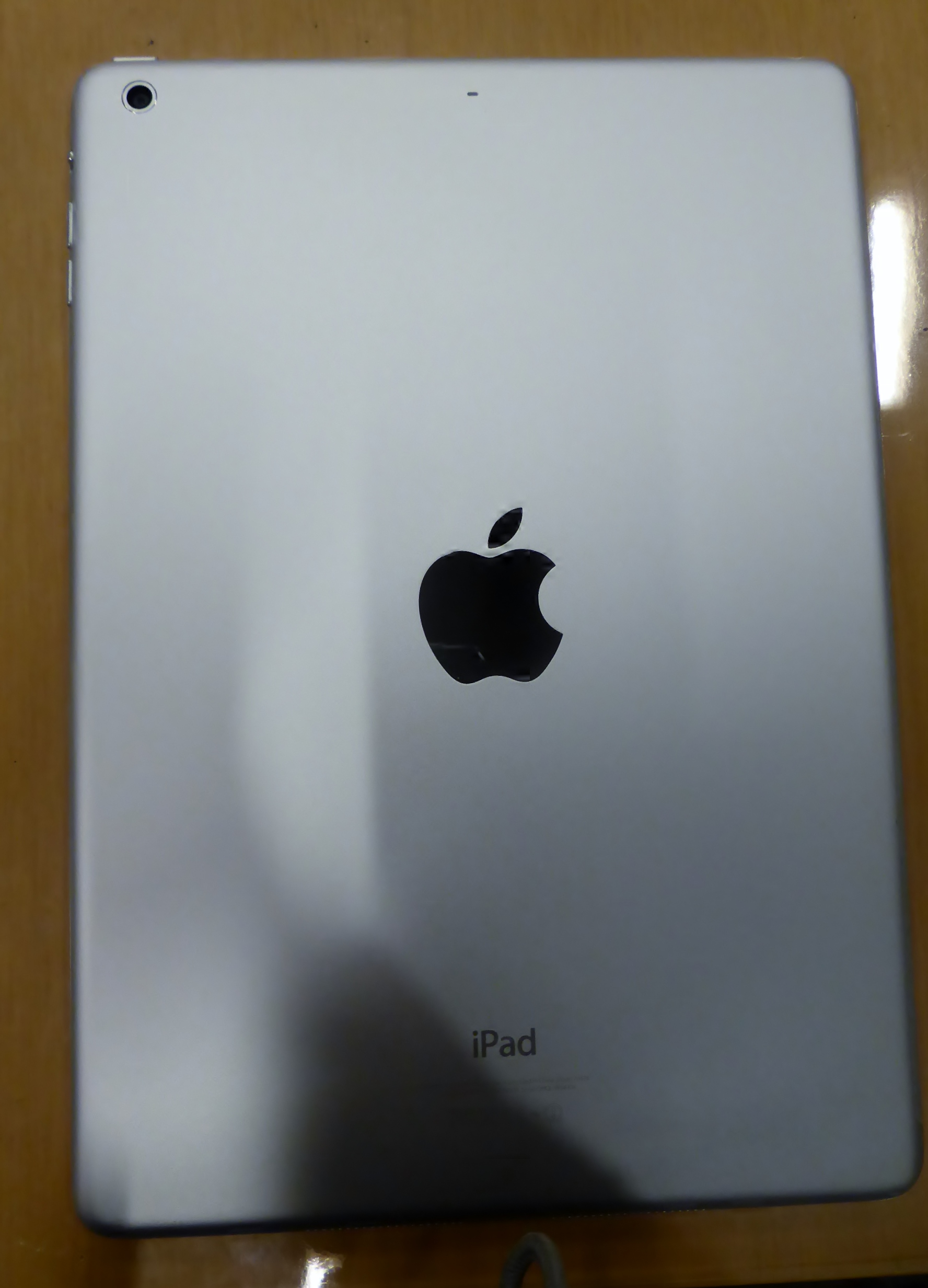
Zadní strana

## Baterie a výdrž
Životnost na 1 nabití se zvýšil pomocí úsporného procesoru a tak je uvnitř menší baterie, což ovlivnilo jak hmotnost, tak i velikost. Výrobce slibuje až 10 hodin na internetu pomocí Wi-Fi.